# Pendak
Pendak (maced. Пендак) – wieś w północno-wschodniej Macedonii Północnej, w gminie Kratowo.